# Ehrgeiz (Computerspiel)
Ehrgeiz ist ein Videospiel, welches von DreamFactory entwickelt und 1998 von Namco in Spielhallen veröffentlicht wurde. Ende 1998 wurde für die PlayStation portiert und von Square veröffentlicht. In dieser Version sind neben den Arcade-Modi noch vier Minispiele sowie ein Rollenspiel enthalten.
Im Arcademodus wird an verschiedenen Schauplätzen gekämpft, bis man jeden Charakter in mehreren Runden besiegt hat. Es gibt insgesamt 15 spielbare Charaktere, in der Arcadeversion sind Cloud Strife und Tifa Lockhart aus Final Fantasy VII  ertreten. Sephiroth, Yuffie Kisaragi, Vincent Valentine, Zack Fair sowie die Charaktere Claire Andrews und Koji Masuda wurden exklusiv in der Umsetzung für die PlayStation hinzugefügt. Einer der Ken-„Godhand“-Mishima-Charaktere ist laut Profil auch mit einigen bekannten Tekken-Charakteren verwandt und sein Moveset basiert auf diversen Tekken-Charakteren wie Kazuya Mishima und Jin Kazama.
Bei den Minispielen sind die Gegner entweder am Strand zu besiegen, wo man als erster eine Flagge bekommen muss, oder am Schachbrett. Auch gibt es einen Modus, bei dem man unendlich lange Kämpfe bestreitet und die verbliebene Zeit mit die Zeit für den nächsten Kampf bestimmt.
Im Rollenspiel-Modus dagegen geht es darum, das Schwert Ehrgeiz zu bekommen, mit dem man angeblich die Unsterblichkeit erlangt.